# 上海市嘉定区第二中学
上海市嘉定区第二中学是中華人民共和國上海市嘉定區南翔鎮的一所嘉定區區重點高中，創立於1949年。前身為私立南翔義務職業學校。學校地址最早為南翔鎮李家祠堂。1951年更名為南翔初級技術學校。1953年又更名為江蘇省南翔農業學校。1954年更名為南翔初級中學。1956年更名為嘉定縣第二中學，並成為完全中學。1964年該校被評為嘉定區重點中學。1988年該校成為單一高中。2009年又被評為嘉定區實驗性示範性高中。2019年4月，被評為上海市特色普通高中。

## 外部連結
- 官方网站